# جائزة إيطاليا الكبرى للدراجات النارية 2011
جائزة إيطاليا الكبرى للدراجات النارية 2011 هو سباق دراجات نارية أقيم بتاريخ 3 يوليو 2011 في حلبة موجيلو. كان الجولة الثامنة من أصل 18 في سباق الجائزة الكبرى للدراجات النارية موسم 2011. فاز الإسباني خورخي لورنزو بفئة الموتو جي بي. فاز بفئة الموتو 2 الإسباني مارك ماركيث.

## وصلات خارجية
- الموقع الرسمي